# 조동순
조동순(趙東淳, 1901(?) ~ 1937년 12월 9일)은 전 민선 황해도 평의원이자 사업가다. 호는 송파(松坡)이다.

## 생애

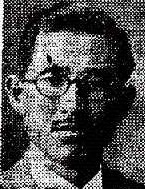
조동순의 1937년도 사진

조동순은 조석훈(趙錫勛)의 아들로 1901년(1899~1904년(?))에 태어났다. 그의 아버지 조석훈은 황주면내에 수백 평 이상의 대지와 군내에 수만평의 대지를 보유한 지주였다. 이후 조동순은 경신고등보통학교를 나와 일본에서 대학을 다니고 황주도서관, 황주보신계, 신간회황주지회의 창립에 기여하며 신간회 지회에서는 재정부 위원을 맡았다.
임여수의 딸이자 황주 만석꾼의 외동손녀인 한 살 아래의 김선주(金善柱)와 1923년에 결혼하여 1925년 전에 장남 조병철(趙柄哲)의 아버지가 된다. 김선주는 평양 숭의여학교를 나와 일본에서 음악을 유학하다 중퇴하였는데, 이후 황주기독여자청년회의 회장을 맡고, 1924년 9월에 황주장로교회 부지에 유치원을 설립하여 경영하였다. 조동순과 김선주는 순서대로 조병철, 조병숙(趙柄淑), 조병옥(趙柄玉), 조병화(趙柄華), 조병은(趙柄恩)의 1남 4녀를 낳았다.
1928년에는 서선전기를 설립한다. 1929년에는 도의원 후보로 선출되어 이후 선거운동을 이어갔는데, "일반청년계의 신망이 두텁고 따라서 청년회계와 아울러 실업계의 추천으로 입후보 하였다"는 평가를 받는다. 또한 본인이 교육위원으로 있는 황주청년동맹에서는 이듬해 2월 14일, 조형순(趙亨淳)의 집에서 모여 조동순에 대한 지지를 결의한다. 그리고 3월 19일 오전 11시에 시행한 황해도평의원 선거 결과 민선 도의원으로 당선되어 4월 1일 임명되었다. 같은해 7월에는 황주교육협회의 부총재로서 유치원에 해당 회의 전재산을 기부할 것을 결의한다.
이후 의정활동에서도 구제사업 및 교육사업에 대해 적극적으로 참여한다. 1931년 2월에는 도로공사의 긴급 동의와 함께 궁민구제산업을 발의하며, 이듬해인 1932년 12월에는 사립학교보조가 미소하다 비판한다.
이후에는 사업활동에 매진한다. 서선전기의 이사로 활동하였으며, 삼광상업을 창립해 삼광운수부와 함께 경영하였다. 또한 1935년에는 화신연쇄점의 이사로서 평양지부의 이사로 선출된다.
1937년 12월 9일, 숙환으로 사망한다. 사망하며 2만원을 기증하였는데, 이중 만 팔천원은 황주공회당의 설립을, 이천원은 황주읍 장로교회의 양식 개축을 위해 사용할 것을 유언으로 남긴다. 아내인 김선주는 이후 1957년 부산에서 사망하였다.

## 사업
1928년 3월 3일에는 서선전기(西鮮電氣)의 창립 이사로 등록되어 1933년에는 감사이자 이사역을 맡았다. 또한 사과를 포함한 농작물 및 목재 매매를 주로 하는 삼광상업(三光 - ) 및 삼광운수부를 설립해 1937년 사망시까지 재직하였다. 삼광상업은 1937년 조동순이 사망한 후 1941년 해산되었다.

## 같이 보기
- 황해도
- 황주군
- 도 평의회